# Parioxys
Parioxys is een geslacht van uitgestorven temnospondyle Batrachomorpha (basale 'amfibieën') uit het Vroeg-Perm van Texas.

## Onderzoeksgeschiedenis
De typesoort Parioxys ferricolus werd in 1878 benoemd door de Amerikaanse paleontoloog Edward Drinker Cope op basis van twee slecht bewaarde schedels die werden verzameld uit de red-beds van het Vroeg-Perm van Texas. De Egyptische paleontoloog Youssef S. Moustafa beschreef nieuw materiaal van Parioxys ferricolus uit andere plaatsen in Texas. Dit taxon is onlangs opnieuw beschreven door Schoch & Sues (2022). Moustafa beschreef ook de soort Parioxys romeri op basis van een geïsoleerd opperarmbeen, maar deze werd later als twijfelachtig beschouwd. Een tweede definitieve soort, Parioxys bolli, werd in 1964 beschreven door de Canadese paleontoloog Robert Carroll. Dit taxon is alleen bekend van postcraniaal materiaal.

## Verwantschappen
Historisch gezien werd Parioxys beschouwd als nauw verwant aan de eryopoïden, meer specifiek aan de bekende Eryops megalocephalus, die werd verzameld op dezelfde vindplaats als het typemateriaal van Parioxys ferricolus. Cope zelf vermeldde Parioxys ferricolus als een soort Eryops, mogelijk omdat hij het als een juveniel exemplaar van Eryops beschouwde. Het werd al snel nieuw leven ingeblazen als een apart geslacht met de suggestie dat het oorspronkelijke door Cope beschreven exemplaar per ongeluk door andere auteurs als andere taxa zou zijn beschreven, maar de affiniteiten bleven ter discussie, met enkele suggesties dat het in plaats daarvan tot de Trematopidae zou kunnen behoren. Moustafa (1955a) plaatste Parioxys in zijn eigen familie en suggereerde dat het verwant was aan de Dissorophidae. Schoch & Milner (2014) plaatsten Parioxys binnen Dissorophidae op basis van persoonlijke observaties van verdere voorbereiding van historisch materiaal, hoewel dit niet is getest in een fylogenetische analyse vanwege de slechte kwaliteit van veel van het materiaal.
De meest recente herziening door Schoch & Sues (2022) toetste de positie van Parioxys ferricolus in een dissorofoïde matrix en plaatste het terug als een eucacopine dissorofide met een nauwe verwantschap met Kamacops uit het Midden-Perm. Ze noemen de volgende kenmerken als eigenschappen die worden gedeeld door deze soort en Kamacops en niet met Cacops:
- Kleinere interpterygoïde vensters, als gevolg van de binnenste verbreding van het verhemeltebeen en de pterygoïde (conditie extremer in Kamacops acervalis)
- Het vergrote ploegschaarbeen met een achteraan langwerpige, spleetachtige choana
- De afwezigheid van een intern venster tussen de neusholten.

## Soorten
- Parioxys ferricolus Cope, 1878 (typesoort)
- Parioxys bolli Carroll, 1964